# Pedro Pacheco Pérez
Pedro Pacheco Pérez (Talca, 1905 -1995) fue profesor y político chileno. Fue alcalde de Valparaíso (1938-1940), de militancia comunista.

## Vida
Su padre era obrero ferroviario, quien falleció cuando tenía 98 años. Por esta razón, su madre, sirvienta doméstica en Santiago, lo asiló en la Casa Protectora de la Infancia, del barrio Mapocho, para poder trabajar. En 1919 laboraba como mozo de almacén en Talca. En 1923 ingresó a la Escuela Normal de Chillán, con la ayuda de su tío, graduándose en 1927. Hizo clases en Santiago y en 1929 comenzó a ejercer como profesor en la Marina. En 1930 se trasladó a Talcahuano.
Era instructor de la Escuela de Grumetes de la Marina, en isla Quiriquina, cuando estalló la Sublevación de la Escuadra de Chile, en septiembre de 1931, participando en ella. Tras ser derrotados, fue encarcelado y condenado a muerte. Un fuerte movimiento social en favor de los amotinados, provocó el indulto, logrando la libertad. Fue en la cárcel donde comenzó a militar en el Partido Comunista, por influencia de Carlos Contreras Labarca. Con posterioridad se instaló en Valparaíso.
En diciembre de 1938 fue nombrado alcalde de Valparaíso, por el presidente Pedro Aguirre Cerda. En esa calidad, recibió al Winnipeg, el barco con exiliados españoles, en septiembre de 1939.
Durante la persecución de Gabriel González Videla, su casa fue una de las tantas que sirvieron de refugio a Pablo Neruda. Falleció en 1995.